# Сан Ђорђо Скарампи
Сан Ђорђо Скарампи (итал. San Giorgio Scarampi) је насеље у Италији у округу Асти, региону Пијемонт.
Према процени из 2011. у насељу је живело 22 становника. Насеље се налази на надморској висини од 605 м.

## Становништво
Према резултатима пописа становништва 2011. у општини је живело 131 становника.
| 1931. | 1936. | 1951. | 1961. | 1971. | 1981. | 1991. | 2001. | 2011. |
| ----- | ----- | ----- | ----- | ----- | ----- | ----- | ----- | ----- |
| 435   | 422   | 366   | 275   | 238   | 198   | 166   | 140   | 131   |